# Zonsverduistering van 29 juni 1927

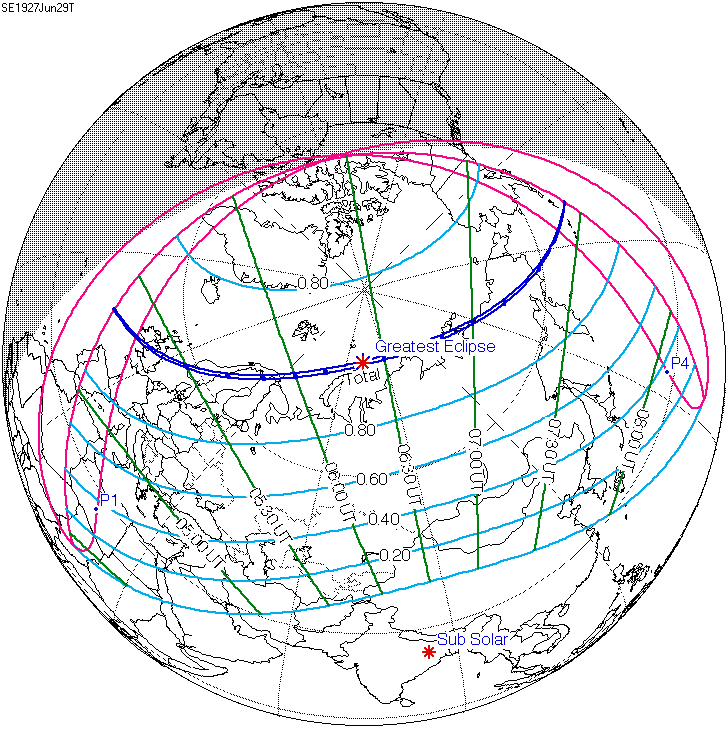
De zonsverduistering was te zien tussen de blauwe lijnen.

De totale zonsverduistering van 29 juni 1927 trok veel over zee, maar was achtereenvolgens te zien op of in deze zeven (ei)landen: Engeland, Noorwegen, Zweden, Finland, Bolsjevik, Rusland en Amukta.

## Lengte

### Maximum
Het punt met maximale totaliteit lag op zee ver van enig land op coördinatenpunt 78.0916° Noord / 73.7981° Oost en duurde 0m50,0s.

### Limieten
| Fenomeen                    | Code | Tijdstip UTC  |
| --------------------------- | ---- | ------------- |
| Eerste contact bijschaduw   | P1   | 03:59:42.0 UT |
| Eerste contact kernschaduw  | U1   | 05:20:01.0 UT |
| Kernschaduw compleet vanaf  | U2   | 05:20:22.9 UT |
| Bijschaduw compleet vanaf   | P2   | Niet          |
| Maximum eclips              | GE   | 06:23:01.6 UT |
| Bijschaduw compleet t/m     | P3   | Niet          |
| Kernschaduw compleet t/m    | U3   | 07:25:40.3 UT |
| Laatste contact kernschaduw | U4   | 07:25:56.6 UT |
| Laatste contact bijschaduw  | P4   | 08:46:25.0 UT |